# Viitajärvi (Övertorneå socken, Norrbotten)
Viitajärvi är en sjö i Övertorneå kommun i Norrbotten och ingår i Torneälvens huvudavrinningsområde. Sjön har en area på 0,107 kvadratkilometer och ligger 171,5 meter över havet.

## Delavrinningsområde
Viitajärvi ingår i det delavrinningsområde (742712-184577) som SMHI kallar för Ovan Majavajoki. Medelhöjden är 180 meter över havet och ytan är 21,43 kvadratkilometer. Räknas de 11 avrinningsområdena uppströms in blir den ackumulerade arean 96,22 kvadratkilometer. Kuittasjoki (Jylhäjoki) som avvattnar avrinningsområdet har biflödesordning 2, vilket innebär att vattnet flödar genom totalt 2 vattendrag innan det når havet efter 133 kilometer. Avrinningsområdet består mestadels av skog (80 procent). Avrinningsområdet har 0,1 kvadratkilometer vattenytor vilket ger det en sjöprocent på 0,5 procent.